# Lychnophoriopsis
Lychnophoriopsis là một chi thực vật có hoa trong họ Cúc (Asteraceae).

## Loài
Chi Lychnophoriopsis gồm các loài: